# Nothrus coniferus
Nothrus coniferus är en kvalsterart som beskrevs av Gordeeva och Karppinen 1984. Nothrus coniferus ingår i släktet Nothrus och familjen Nothridae. Inga underarter finns listade i Catalogue of Life.